# Zellij
Zellij (arabsko زليج, latinizirano: zillīj), prav tako napisano zillij ali zellige, je slog mozaičnih ploščic, izdelanih iz posamezno ročno izklesanih kosov ploščic. Kosi so bili običajno različnih barv in združenih v različne vzorce na podlagi teselacij, predvsem izdelanih islamskih geometrijskih motivov, kot so žareči zvezdni vzorci, sestavljeni iz različnih poligonov. Ta oblika islamske umetnosti je ena glavnih značilnosti arhitekture v zahodnem islamskem svetu. Najdemo ga v arhitekturi Maroka, arhitekturi Alžirije, zgodnjih islamskih mestih v Tuniziji in v zgodovinskih spomenikih Al Andaluza (na Iberskem polotoku). Od 14. stoletja dalje je zellij postal standardni dekorativni element ob nižjih delih sten, v fontanah in bazenih, na minaretih in za tlakovanje tal.
Po 15. stoletju je tradicionalni mozaik zellij v večini držav izstopil iz mode, razen v Maroku, kjer ga še danes izdelujejo. Zellij najdemo v sodobnih stavbah, ki uporabljajo tradicionalne modele, kot je  mošeja Hassan II. v Casablanci, ki dodaja novo barvno paleto s tradicionalnimi oblikami. Vpliv vzorcev zellij je bil očiten tudi pri španskih ploščicah, izdelanih v obdobju renesanse in je viden v nekaterih sodobnih imitacijah, poslikanih na kvadratnih ploščicah.

## Ime
Beseda zillīj (زليج) je izpeljanka iz glagola zalaja (زَلَجَ), ki pomeni 'drseti', v zvezi z gladko, glazirano površino ploščic. Beseda azulejo v portugalščini in španščini, ki se nanaša na slog poslikanih ploščic na Portugalskem in v Španiji, izhaja iz besede zillīj. V Španiji se tehnika mozaičnih ploščic, ki se uporablja v zgodovinskih islamskih spomenikih, kot je Alhambra, imenuje tudi alicatado, španska beseda, ki izhaja iz arabskega glagola qata'a (ﻗَﻄَﻊَ), kar pomeni 'rezati'.

## Zgodovina

### Začetki (od 10. do 13. stoletja)
Fragmenti zellij iz Al-Mansurija (Sabra) v Tuniziji, ki morda izvirajo bodisi iz sredine 10. stoletja Fatimidske ustanovitve ali iz sredine 11. okupacije Ziridov, kažejo, da se je tehnika morda razvila v zahodnem islamskem svetu okoli tega obdobja. Georges Marçais je trdil, da ti fragmenti, skupaj s podobnim okrasjem, najdenim v Mahdiji, kažejo, da tehnika verjetno izvira iz Ifrikije in je bila nato izvožena naprej proti zahodu.  Verjetno je bila navdihnjena ali izpeljana iz bizantinskih mozaikov in nato prilagojena muslimanskim obrtnikom za ploščice iz fajanse.
Do 11. stoletja je tehnika zellij dosegla sofisticirano raven v zahodnem islamskem svetu, kot potrjujejo izdelani tlaki, najdeni v prestolnici Hammadidov,Al Qal'a v Beni Hammad, v Alžiriji. Sodobna izkopavanja so tukaj odkrila vrsto prepletenih ploščic, vključno s ploščicami v obliki križa, poslikanimi s sijajem in ploščicami v obliki osemkrake zvezde enobarvno zelene ali turkizne barve. Najdene v palačah, zgrajenih med letoma 1068 in 1091, bi jih lahko pripisali obrtnikom Ifrikijana, ki so pobegnili pred invazijami Banu Hilal na vzhod in iskali zatočišče pri Hamadidih približno v tem času, čeprav so bile sijajne ploščice morda uvožene od drugod. Na splošno so hamadidske palače bolj uporabljale glazirano keramično arhitekturno dekoracijo kot zgodnejša islamska arhitektura in je morda igrala vlogo pri promociji te arhitekturne mode v preostalih zahodnih islamskih deželah.
V kasnejšem almohadskem obdobju so bili vidni pasovi keramičnega okrasja v zeleni in beli že na minaretih mošeje Kutubija in mošeje Kazba v Marakešu. Sorazmerno preproste zasnove so morda odražale umetniške vplive berberske kulture Sanhaja. Jonathan Bloom navaja glazirane ploščice na minaretu mošeje Kutubija, ki izvirajo iz sredine 12. stoletja, kot najzgodnejši zanesljivo datiran primer zellija v Maroku.:26 Posamezni kosi ploščic so veliki, kar omogoča, da je vzorec viden od daleč. Vsak kos je bil pred pečenjem preboden z majhno luknjo, da so ploščice lahko z žeblji pritrdili na lesen okvir, vstavljen v površino malte na tem delu minareta.(str.329) Minaret mošeje Kazba, zgrajen nekoliko kasneje v 1190-ih na splošno bolj uporablja keramično dekoracijo, vključno z geometrijskimi mozaiki na zgornjih delih minareta v isti tehniki kot tiste iz Kutubija (čeprav nekoliko bolj raznolike v oblikovanju). Ploščice na obeh minaretih so danes sodobne reprodukcije izvirnikov, katerih fragmenti so ohranjeni v rezervni zbirki muzeja palače El Badi.

### Posploševanje po vsej regiji (14. do 15. stoletje)
Bolj zapleten slog zellij, ki ga poznamo danes, se je razširil v prvi polovici 14. stoletja pod dinastičnimi obdobji Marinidov, Zajanidov in Nasridov v Maroku, Alžiriji in Al Andaluzu. Zaradi pomembne kulturne enotnosti in odnosov med Al Andaluzom in zahodnim Magrebom, so si oblike zellija pod pokroviteljstvom Marinida, Nasrida in Zayyanida zelo podobne. V Ifrikiji (Tunizija), pod rodbino Hafsidov, so polaganje ploščic zellij v tem istem obdobju večinoma opuščali in ga  nadomestili s kamnom in marmornimi oblogami.
Ploščice zellij so najpogosteje uporabljali za tlakovanje tal in pokrivanje spodnjih sten znotraj stavb. Zellij je bil uporabljen tudi na zunanjosti minaretov in na nekaterih vhodnih portalih. Prevladovali so geometrijski motivi. V tem obdobju so nastajali vzorci vse bolj kompleksne narave. Redkeje so nastajali tudi rastlinski ali cvetlični arabeskni motivi. Na stenah so bili geometrični dadoji zellij običajno zaključeni z epigrafskim frizom. V tem obdobju je bilo uporabljenih več barv, kot so rumena (z uporabo železovih oksidov ali krom rumeno), modra in temno rjava manganova barva. Ta slog mozaika iz ploščic, ki je nastal s sestavljanjem velikega števila majhnih ročno izdelanih ploščic za oblikovanje vzorca, je razvidno iz znamenitih stavb tega obdobja, kot so palače Alhambra Nasridov, mošeje v Tlemcenu in Marinidske medrese v Fesu, Meknesu in Saléju. Najdemo ga tudi v nekaterih krščanskih španskih palačah iz istega obdobja, ki so zaposlovali muslimanske ali mudéjarske obrtnike, zlasti Alcazar v Sevilji.
Med najbolj izjemnimi ohranjenimi primeri umetnosti nasridskega zellija so dadoji (podstavki nad bazo) Mirador de Lindaraja in Torre de la Cautiva v Alhambri, oba iz 14. stoletja. Medtem ko je bila arabska epigrafika običajno izrezljana v štukaturi ali naslikana na večjih kvadratnih ploščicah, ta dva primera vsebujeta zelo fine arabske napise v pisavi Naski, ki so narejeni iz sklopa kosov barvnih ploščic, izrezanih v obliki samih črk in vstavljenih v belo ozadje. Ploščice Torre de la Cautiva se dodatno odlikujejo po uporabi vijolične barve, ki je edinstvena v arhitekturni dekoraciji zellij. Dado Miradorja iz Lindaraje vsebuje tudi posebno napredno geometrijsko kompozicijo z zelo finimi mozaičnimi koščki pod nivojem napisa. Nekateri kosi ploščic v tej kompoziciji merijo le 2 milimetra v širino.
Bolj zahodno se je med obrtniki iz Tlemcena poleg sloga zellij razvil značilen slog z živobarvnimi kosi, pogosto v cvetličnih vzorcih palmet in svitkov. Najpomembnejši zgodnji primer tega sloga je bila dekoracija medrese Tašfinija (ne stoji več), ki jo je ustanovil Abu Tašfin I. (vladal 1318–1337). Ta tip se jee pojavil v kasnejših spomenikih tega obdobja, predvsem v Tlemcenu (kot sta mošeja in medresa Abu Madjana), pa tudi dlje v marinidski medresi Chellaha, kar kaže na to, da so Marinidi morda uporabljali isto delavnico obrtnikov.(str.187, 195, 206) Uporaba okrasja zellij na vhodnih portalih, ki sicer ni običajna v preostalem delu Magreba, je bila prav tako najbolj značilna za arhitekturo Tlemcena. Danes arheološki muzej v Tlemcenu vsebuje veliko ostankov plošč in fragmentov zellija iz različnih srednjeveških spomenikov, ki izvirajo iz obdobja Zajanidov.
Epigrafski friz v marinidskih ploščicah, ki so običajno pokrivali glavne mozaične dadoje, so bili izdelani z drugačno tehniko, širše poznano kot sgraffito (iz italijanske besede za 'popraskano'). V tej tehniki so kvadratne plošče glazirali v črni barvi in nato glazuro okrog želenega motiva, arabskega napisa ali drugega dekorativnega poudarka v črnem reliefu odkrušili. Občasno je zemeljsko ozadje prekrito z belim premazom, ob nekaterih priložnostih pa je namesto črne uporabljena zelena glazura, da bi v reliefu pustila zeleni motiv. Primer slednjega je viden na keramičnem okrasju minareta medrese Bou Inania v Fesu (1350–1355), znotraj pogreznjenih prostorov motiva sebka.

### Kasnejša zgodovina (16. stoletje in kasneje)
V 16. stoletju je večina severne Afrike prišla pod osmansko oblast. V Alžiriji so avtohtoni slog zellij večinoma izpodrinile majhne kvadratne ploščice, uvožene iz Evrope – zlasti iz Italije, Španije in Delfta – in včasih iz Tunisa. Nekaj primerov bolj tradicionalnih mozaičnih ploščic, ki so jih našli v tem poznem obdobju, so morda še naprej izdelovali v Tlemcenu. V Tuniziji je v 18. stoletju postal pogost še en slog dekoracije ploščic, ploščice Qallaline, ki so jih proizvajali lokalno. Sestavljale so ga kvadratne plošče fiksne velikosti, poslikane s prizori in rožami, v tehniki, podobni italijanski majoliki in ne prejšnji mozaični tehniki.
V Španiji, kjer so nekdanja ozemlja pod muslimanskim nadzorom prišla pod krščansko oblast, so se razvile nove tehnike izdelave ploščic. Ker so premožni Španci dajali prednost slogu mudéjar za okrasitev svojih bivališč, se je povpraševanje po mozaičnih ploščicah v tem slogu povečalo nad tisto, kar so izdelovalci ploščic lahko izdelali, zaradi česar so morali razmisliti o novih metodah. Proti poznemu 15. in začetku 16. stoletja je Sevilja postala pomembno proizvodno središče za vrsto ploščic, znanih kot cuenca ('votla') ali arista ('greben'). Pri tej tehniki so motive oblikovali tako, da so na nepečen strešnik pritisnili kovinski ali leseni kalup, pri čemer so pustili motiv, začrtan s tankimi grebeni gline, ki so preprečevali, da bi se različne barve med peko prelivale druga v drugo. To je bilo podobno starejši tehniki cuerda seca, vendar bolj učinkovito za množično proizvodnjo. Motivi na teh ploščicah so posnemali prejšnje islamske in mudéjarske modele iz tradicije mozaikov zellij ali pa so jih mešali s sodobnimi evropskimi vplivi, kot sta gotika ali italijanska renesansa. Lepe primere teh ploščic je mogoče najti v okrasju Casa de Pilatos v Sevilji iz zgodnjega 16. stoletja. Te vrste ploščic so izdelovali vse do 17. stoletja in so jih iz Španije na veliko izvažali v druge evropske države in v španske kolonije v Ameriki.
V Maroku so se obstoječi arhitekturni slogi ohranjali z razmeroma malo zunanjimi vplivi. Tu se je tradicionalni zellij še naprej uporabljal po 15. stoletju in se proizvaja vse do danes. Pod rodbino Saadi v 16. stoletju in v naslednjih stoletjih, je v Maroku uporaba zellija postala še bolj vseprisotna in je pokrivala vedno več površin. Med vladavino 'alavijskega sultana Mulaja Ismaila (1672–1727) je bil zellij obširno uporabljen na fasadah monumentalnih vrat nove cesarske citadele v Meknesu.
Pod Saadiji se je kompleksnost geometrijskih vzorcev povečala za okrasitev najrazkošnejših stavb, kot je palača El Badi (zdaj uničena). Nekatere kompozicije zellija v saadijskih grobnicah so med najboljšimi primeri tega tipa in situ. V tem primeru so obrtniki uporabili finejše (tanjše) koščke mozaika in tanke, linearne kose, ki tvorijo trak in so obarvani, medtem ko so večji kosi, ki tvorijo ozadje, beli. Ta shema je obrnila barvni vzorec, ki ga običajno opazimo pri starejših zellijih (kjer je bila podlaga obarvana, linearni trak pa bel).
V stoletjih od obdobja Saadijev je tehnika sgraffita, ki se je prej uporabljala za marinidske epigrafske frize, v Maroku postala bolj splošno uporabljana kot preprostejša in bolj ekonomična alternativa mozaikom. Ta vrsta ploščic je bila pogosto uporabljena na prečkah velikih prehodov in portalov. Motivi so sorazmerno enostavnejši in manj barviti od tradicionalnega mozaičnega sloga zellij. Poleg črne glazure so v kasnejših primerih te vrste uporabljali tudi zeleno ali modro glazuro za pridobivanje motivov v teh barvah. Primer tega lahko vidimo na modro-zelenih keramičnih fasadah vrat Bab Bou Dželud v Fesu, zgrajenih leta 1913.
V kasnejših stoletjih prepleteni trakovi, ki so nekoč ločevali poligone v geometrijskih mozaikih, niso bili več standardni. Maroški obrtniki so ustvarjali geometrijske kompozicije v slogu rozete v vse večjem obsegu. Vrhunec tega slednjega sloga je viden v palačah, zgrajenih v 19. in 20. stoletju stoletja. V tem obdobju so bile v paleto uvedene tudi nove barve, vključno z rdečo, svetlo rumeno in temno modro. Zellij je bil uporabljen pri širšem naboru arhitekturnih elementov. Geometrični motivi rozet so bili uporabljeni za okrasitev vodnjakov (oziroma tal okoli vodnjaka), lokov obokanih vrat ali stenskih površin, uokvirjenih z loki iz rezljanega štukature. Enostavnejši šahovski motivi so bili uporabljeni kot ozadje rozetnih kompozicij ali za prekrivanje drugih večjih površin. V modernejših hišah in dvorcih so bili celo valjasti stebri pokriti s ploščicami do nivoja kapitela.
V Maroku danes umetniška oblika zellij ostaja eden od zaščitnih znakov maroške kulturne in umetniške identitete in se še naprej uporablja v sodobni maroški arhitekturi. Fes ostaja njegovo najpomembnejše središče proizvodnje. Delavnice v drugih mestih, kot so Meknes, Salé in Marakeš, na splošno posnemajo enak slog kot izdelava v Fesu. Izjema je mesto Tetouan (v severnem Maroku), ki že od 19. stoletja gosti lastno industrijo mozaikov zellij, ki uporablja tehniko, ki se razlikuje od tiste v Fesu. Vzorci tradicionalnega zellija se še vedno uporabljajo tudi v nekaterih španskih okrasnih ploščicah, vendar so v sodobnih španskih ploščicah geometrijski motivi preprosto naslikani in pečeni na velikih ploščicah, namesto da bi bili oblikovani z mozaikom.

## Izdelava
Ploščice zellij so najprej izdelane v glaziranih kvadratih, običajno s stranico 10 cm, nato pa jih ročno razrežejo z majhnim kladivom v različne vnaprej določene oblike, ki so potrebne za oblikovanje splošnega vzorca. Čeprav se natančni vzorci razlikujejo od primera do primera, so osnovna načela konstantna že stoletja in maroški obrtniki so jih še danes spretni izdelovati. Majhne oblike različnih barv se nato sestavijo v geometrijsko strukturo kot v sestavljanko, da tvorijo zaključen mozaik. Edinstveno v mestu Tétouan se ploščice zellij pred peko razrežejo v želene oblike. Posledica tega je trši emajl, ki traja dlje, vendar barve niso tako svetle in kosi ploščic se na splošno ne prilegajo tako tesno kot tiste, proizvedene v drugih mestih, kot je Fes.
Ko so bile pečene in razrezane, so bile ploščice položene z licem navzdol na tla in sestavljene v predviden vzorec. Hrbtna stran ploščic je bila skupaj premazana s tankimi plastmi veziva. Ko se je posušil, je ta premaz zlepil kose ploščic skupaj v večje plošče. Pri polaganju ploščic v obdobju Nasridov je bilo vezivo pomešano z nitmi espartove trave in trsa da je bila zagotovljena večja natezna trdnost. Plošče so bile nato pritrjene na stene z malto ali injekcijsko maso. V primeru almohadskih ploščic na minaretih mošeje Kutubija in Kazbe v Marakešu, so bile ploščice pribite na lesen okvir, vstavljen v površino stene.
- Osemstranska zvezdasta ploščica, potem ko je bila izrezana iz ploščice, temelj mavrskega/islamskega oblikovanja
- Obrtniški delavci, ki sekajo kose zellija, Fes, Maroko
- Razrahljane ploščice po klesanju glavne glazirane ploščice. Fes, Maroko
- Zellij se sestavlja za namestitev v Fesu v Maroku

## Oblike in vzorci
V tradicionalnem okrasju zellij so bili geometrijski vzorci različnih zahtevnosti najbolj izstopajoč in razširjen motiv. Uporabljeni so bili tudi rastlinski arabeskni motivi, čeprav redkeje. Geometrijski vzorci so bili ustvarjeni na podlagi teselacije: metode pokrivanja površine z uporabo oblik, ki se lahko ponavljajo in prilegajo skupaj, ne da bi se med seboj prekrivale ali puščale prazne prostore. Te vzorce je mogoče neskončno razširiti. V islamski umetnosti najpomembnejše vrste teselacije v geometrijskih motivih temeljijo na pravilnih poligonih. Ta oblika izražanja znotraj konceptualnega okvira islamske umetnosti je cenila ustvarjanje prostorskih okraskov, ki so se izogibali upodobitvam živih bitij, skladno s tabuji anikonizma v islamu na takih upodobitvah. Tradicije polaganja mozaičnih ploščic so prevladovale tudi v različnih obdobjih v drugih delih islamskega sveta, vključno z Iranom, Anatolijo in Indijsko podcelino. Medtem ko sta bili v vzhodnem islamskem svetu modra in turkizna prevladujoči barvi, so bile v zahodnem zelliju zelo pogoste rumena, zelena, črna in svetlo rjava, modra in turkizna sta se pojavljali tudi v mešanici in sta bili običajno postavljeni na belo podlago.
V zahodni islamski umetnosti, pod rodbinama Nasrid in Marinid, so bili ustvarjeni številni geometrijski vzorci za arhitekturno dekoracijo. Med najpogostejšimi je bil vzorec, ki uporablja kompozicije šesterokrake in dvanajstkrake zvezde, med katere so vstavljene osemkrake zvezde. Priljubljen trend je bila uporaba vzorcev, ki temeljijo na sistemih štirikratne simetrije. Ta družina vzorcev se je pogosto uporabljala v drugih muslimanskih kulturah bolj vzhodno, toda v Magrebu in Al Andaluzu so se umetniki izkazali pri njihovi uporabi in uvedli več inovacij. Ena od novosti je bila povečati ponavljajočo se enoto vzorcev s širšimi kompozicijami, ki vključujejo veliko različnih poligonalnih oblik. Druge novosti so bile vključitev kompleksnejših šestnajstkrakih zvezd v nekatere od teh vzorcev in vstavljanje nadaljnjih poljubnih oblikovalskih elementov v širše vzorce. Te inovacije niso le povečale kompleksnosti motivov, ampak so povečale tudi njihovo vizualno raznolikost. Družina vzorcev, ki je vključevala petkratno simetrijo, ki se je široko uporabljala in razvijala po vsem preostalem islamskem svetu, je bila manj pogosta v Magrebu in Al Andaluzu. Nekateri izjemni primeri tega vzorca iz marinidskega obdobja so najdemo v ploščicah zellij v medresah al-Attarine in Bou Inania v Fesu, kjer je bila večja vizualna raznolikost ponovno dosežena z uporabo velikih ponavljajočih se enot. V teh primerih in v drugih je bila dodatna vizualna raznolikost dosežena tudi z uporabo barve. Z spreminjanjem barv kosov je mogoče poudariti različne vzorce znotraj istega geometrijskega motiva.
Uporabljene so bile tudi druge vrste kompozicij, med katerimi so bile mnoge precej preprostejše. Nekateri mozaiki so bili preprosto sestavljeni iz barvnih kvadratov. Ena različica tega je šahovnici podoben vzorec, sestavljen iz ponavljajočih se kvadratov/rombov, ločenih z belimi trakovi z osemkrakimi zvezdami na njihovih presečiščih. V Alhambri Nasridov so bili nekateri motivi zellija sestavljen iz prepletajočih se trakov ali risb, včasih kot del ozkega friza, ki ovija vratne odprtine ali teče nad večjim zellij dado. Drugi motiv, značilen za Alhambro, je tako imenovana ptica Nasrid (špansko pajarita nazarí), ki je sestavljena iz trikrake zvezde z ukrivljenimi kraki, ki se ponavlja v kolesu podobnem motivu. Še en motiv je sestavljen iz ene ponavljajoče se ukrivljene oblike, ki spominja na dvoglavo sekiro, ki jo najdemo v Alhambri in je pogosta tudi v zelliju Tétouana v Maroku, kjer je v arabščini znana kot štiri kladiva (arba'a matariq). Ravno črtasto različico tega motiva, podobno kot zellij iz 12. stoletja na minaretu mošeje Kutubija, najdemo tudi v Alhambri, kjer se v španščini omenja kot motiv kosti (hueso). Motiv dardž-va-ktaf (ali sebka) se uporablja v nekaterih marinidskih ploščicah, vključno s primeri v medresah al-Attarine in Bou Inania. Potrjeni so številni drugi teselirani motivi.
Članek Aramco World o zelliju navaja:
Enciklopedija ne bi mogla vsebovati celotnega nabora zapletenih, pogosto posamično raznolikih vzorcev in individualno oblikovanih, ročno izrezanih teser ali furmah, ki jih najdemo pri delu zillij. Vzorce, ki temeljijo na zvezdah, prepoznamo po številu točk – itnashari za 12, ishrini za 20, arba' wa 'ishrini za 24 in tako naprej, vendar niso nujno poimenovani natančno. Tako imenovani khamsini za 50 točk in mi'ini za 100 sta dejansko sestavljena iz 48 oziroma 96 točk, ker geometrija zahteva, da je število točk katere koli zvezde v tem zaporedju deljivo s šest. (Obstajajo tudi zaporedja, ki temeljijo na petih in osmih.) Znotraj posameznega zvezdnega vzorca je veliko različic – z mešanico barv, velikostjo furmah ter kompleksnostjo in velikostjo medsebojnih elementov, kot so trakovi, pletenice ali 'luči. In potem so tu še vsi vzorci, ki niso zvezde – satje, mreže, stopnice in ramena ter šahovnice.
- Examples of zellij across periods and styles
- Ostanki Zellija z motivom osemkrake zvezde v marinidskih ruševinah Chellaha v Rabatu v Maroku (14. stoletje)
- Zellij uporabljen za ukrivljene površine v medresi Marinidov v Saléju (14. stoletje)
- Zellij na minaretu medrese Bou Inania v Fesu (14. stoletje), z mozaičnimi ploščami spodaj in zelenimi sgraffito ploščicami zgoraj
- fragment iz Tlemcena v Alžiriji iz 14. stoletja
- Akvarelna risba, ki prikazuje različne vzorce zellij v medresi Tašfinija v Tlemcenu iz 14. stoletja, preden je bila porušena v 19. stoletju
- Zellij z motivi 16-krake zvezde v Mexuarju Alhambre v Granadi (14. stoletje; s poznejšim španskim emblemom, vstavljenim v sredino)
- Zellij s šahovnico z osemkrakimi zvezdami na dvorišču mirt v Alhambri
- Trak zellij z motivom prepletanja na vhodu v palačo Comares v Alhambri (14. stoletje)
- Zellij s tako imenovanim motivom 'nasridske ptice' na dvoru mirt v Alhambri (14. stoletje)
- Digitalna poustvarjanje motiva 'kosti', vključno z ravnimi črtami (levo) in ukrivljenimi (desno) različicami
- Zellij z motivom dardž-va-ktaf v medresi al-Attarine v Fezu (14. stoletje)
- Tlakovanje okoli vodnjaka medrese Al-Attarine v Fesu
- Medresa Ben Jusuf v Marakešu (16. stoletje)
- Detajl Bab al-Mansourja v Meknesu (začetek 18. stoletja)
- Primer zellija v Tétouanu (na vodnjaku v Mellahu)
- Zellij iz 20. stoletja v Mahkamat al-Paša v Casablanci v Maroku
- Ponovno interpretiran zellij Edmonda Briona v banki Al-Maghrib v Casablanci

Islamsko okrasje in izdelava sta močno vplivala na zahodno umetnost, ko so beneški trgovci od 14. stoletja dalje v Italijo prinašali različne vrste blaga. Teselacije ploščic zellij v Alhambri v Granadi so bile pomemben vir navdiha za delo nizozemskega umetnika 20. stoletja M. C. Escherja.
Teselacije v mozaikih so trenutno zanimive za akademsko raziskovanje matematike umetnosti. Te študije ne zahtevajo le strokovnega znanja s področja matematike, umetnosti in umetnostne zgodovine, ampak tudi računalništva, računalniškega modeliranja in programskega inženiringa.

## Drugo branje
- at-Tanwīr wa-Diwān at-Tahbīr fi Fan at-Tastīr (التنوير وديوان التحبير في فن التسطير) by Khalid Saib (in Arabic)[1]